# Soledad González de Huguet
Soledad González Pomes de Huguet (24 septembre 1934 - vers 2012) était une importante joueuse d'échecs argentine qui détenait le titre de maître de la Fédération internationale des échecs, FIDE (1957). Elle a remporté à deux reprises le championnat féminin d'Argentine (1954 et 1956), elle a été le sixième champion argentin dont il existe des records officiels.

## Biographie
Née à Madrid, Espagne, ses parents se sont exilés à Buenos Aires en Argentine, pendant la guerre civile espagnole. Elle était également la nièce du célèbre activiste socialiste Pepín de la Lejía, également exilé en Argentine,.
Depuis la fin des années 1950 et jusqu'au début des années 1960, Soledad González de Huguet est l'un des principaux joueurs d'échecs argentins. Elle remporte à deux reprises le championnat féminin d'Argentine (1954 et 1956).
En 1957, à Rio de Janeiro, Soledad González de Huguet remporte le championnat féminin de la zone sud-américaine. Elle reçoit le titre de Maître international féminin.
En 1959, elle participe au tournoi de qualifications du championnat du monde d'échecs féminin à Plovdiv et prend la 15e place.
En 1963, à Fortaleza, Brésil, Soledad González de Huguet obtient la 3e place du championnat féminin d'échecs de l'Amérique du Sud.
Aucun événement ultérieur n'est connu, mais on peut supposer que son décès est survenu avant ou au cours de l'année 2012.